# Hans-Hermann Rösner-Mautby
Hans-Hermann Rösner-Mautby (* 27. Juni 1917 in Beuthen; † 24. Juni 1999 in Oberaudorf) war ein deutscher Klinikunternehmer.

## Leben
Rösner-Mautby wurde mit dem Familiennamen Rösner als Sohn eines Gutsbesitzers in Beuthen geboren und wuchs dort auf. Nach dem Abitur 1936 in Beuthen absolvierte er eine zweijährige landwirtschaftliche Ausbildung und studierte dann von 1938 bis 1941 Landwirtschaft in Breslau. Nach kurzer Tätigkeit als Verwalter der väterlichen Güter im schlesischen Landkreis Neumarkt und Frankenstein wurde er 1943 zur Wehrmacht eingezogen. Nach Ende des Zweiten Weltkriegs flüchtete er 1948 nach Neutrauchburg und wurde dort Leiter der fürstlich Waldburg-Zeil'schen Gutsverwaltung. 1951 wurde er, da er als Student in Breslau der Kameradschaft Yorck angehört hatte, Mitglied des Corps Silesia Breslau. 1968 übersiedelte er nach Oberaudorf und gründete die onkologische Klinik Bad Trissl in Oberaudorf. In Schottland erwarb er Güter und damit den grundbesitzgebundenen Titel „Lord of the Manor of Mautby“, nach welchen er dann den Familiennamen Rösner-Mautby führte.
Für seine Verdienste um den Aufbau der Klinik in Oberaudorf wurde er zum Ehrensenator der Ludwig-Maximilian-Universität München ernannt. Außerdem wurden ihm das Bundesverdienstkreuz und der Bayerische Verdienstorden verliehen.